# Cataloochee Valley

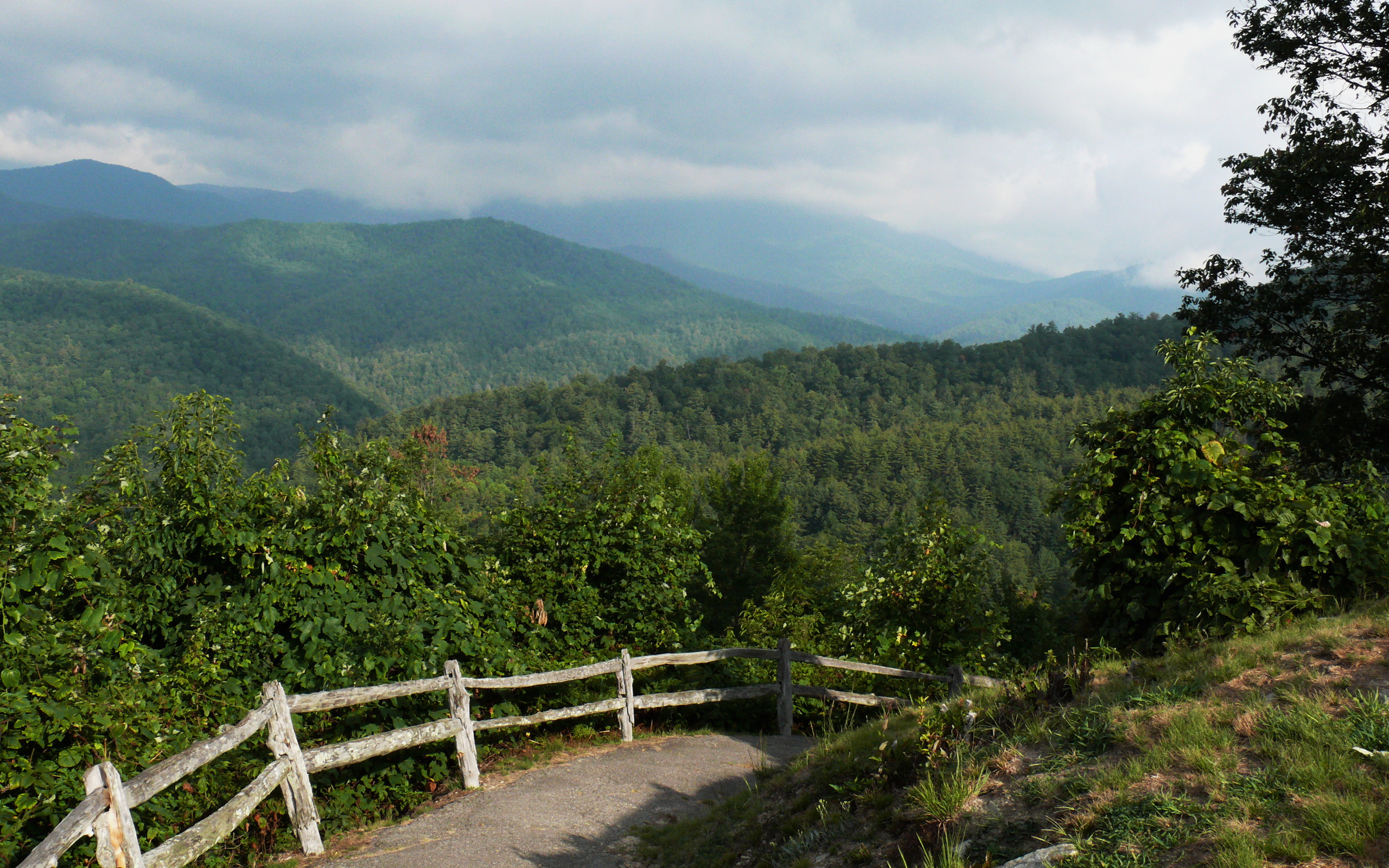
Cataloochee Valley

Das Cataloochee Valley ist ein Tal im US-Bundesstaat North Carolina. Es liegt in den Appalachen im Gebiet des Great-Smoky-Mountains-Nationalparks.